# Força de campo
Na física Newtoniana existem dois tipos de força: As forças de contato e as forças de campo. Na primeira há necessidade de que os corpos estejam em contato físico para que neles atuem uma força. Já a força de campo pode ser descrita como uma força aplicada em um corpo por outro à distância, sem a necessidade de contato entre eles, um exemplo bem comum é a força peso.

## Exemplos
As quatro forças fundamentais da natureza são conhecidas por estarem ligadas às interações presentes em toda a matéria, e são definidas como forças de campo, uma vez que atuam à distância. Essas quatro interações fundamentais são:
Força gravitacional: É a mais fraca das forças fundamentais, é uma força atrativa que atua entre todas as partículas que possuem massa, sendo insignificante em níveis atômicos e moleculares. Apesar disso, é a que apresenta maior alcance, pois estende-se ao infinito e a responsável pela formação dos planetas, sistemas planetários e até galáxias. A força gravitacional {\displaystyle Fg} é dada por:
{\displaystyle Fg={\frac {G\cdot M\cdot m}{d^{2}}}}.
Nesta expressão {\displaystyle G} é a constante gravitacional universal, {\displaystyle M} e {\displaystyle m} são as massas dos corpos e {\displaystyle d} é a distância entre eles.
Força eletromagnética: É a força que determina a maneira como partículas com carga elétrica interagem uma com as outras e com os campos magnéticos. Dependendo do sinal da carga das partículas essa força pode ser atrativa ou repulsiva. Cargas com o mesmo sinal (positivas ou negativas) repelem-se, e cargas com sinais opostos se atraem. Relacionados a esta força, há alguns exemplos que estão relacionados com o nosso cotidiano, como a eletricidade, magnetismo, ondas de rádio, microondas, infravermelho, luz visível, raios-x e raios gama. Inclui-se também a força eletrostática, descrita pela lei de Coulomb e a força magnética, para partículas em movimento. Microscopicamente, é muito mais intensa que a força gravitacional, e também apresenta longo alcance, contudo, em níveis macroscópicos tende a ser nula, por conta da neutralidade da matéria.
{\displaystyle Fe={\frac {Ke\cdot Q1\cdot Q2}{d^{2}}}}, Fórmula descrita pela lei de Coulomb, aonde: Fe = Força elétrica (N); Ke = Constante eletrostática (9,99.10-9 N.m²/C²); Q1 e Q2 = Cargas elétricas em módulo (C); d = distância entre as cargas (m)
Força nuclear forte: É a força responsável pelos fenômenos que acontecem dentro de um núcleo atômico, estando associada à estabilidade nuclear, pois evita que os prótons sofram uma intensa repulsão, por possuírem a mesma carga elétrica. Dessa forma, caso não existisse a força forte, não seria possível a junção de prótons e nêutrons, assim o universo e suas interações da matéria como conhecemos seriam diferentes. Por estar envolvida com a estabilidade do núcleo atômico, a força forte está também envolvida nas reações de fissão e fusão nuclear. Diferentemente das duas forças anteriores, possui um curto alcance, no entanto é a força da natureza mais forte.
Força nuclear fraca: Está relacionado com o fenômeno de decaimento β, no qual um nêutron transforma-se em um próton, liberando um elétron e uma pequena partícula sem carga e massa chamada neutrino. Como resultado, ocorre um aumento do número atômico e o núcleo transforma-se em um núcleo de um elemento químico diferente. A força nuclear fraca é a responsável pela síntese de diferentes elementos químicos no interior de estrelas e supernovas.